# キャピタル・ワン

企業ロゴ

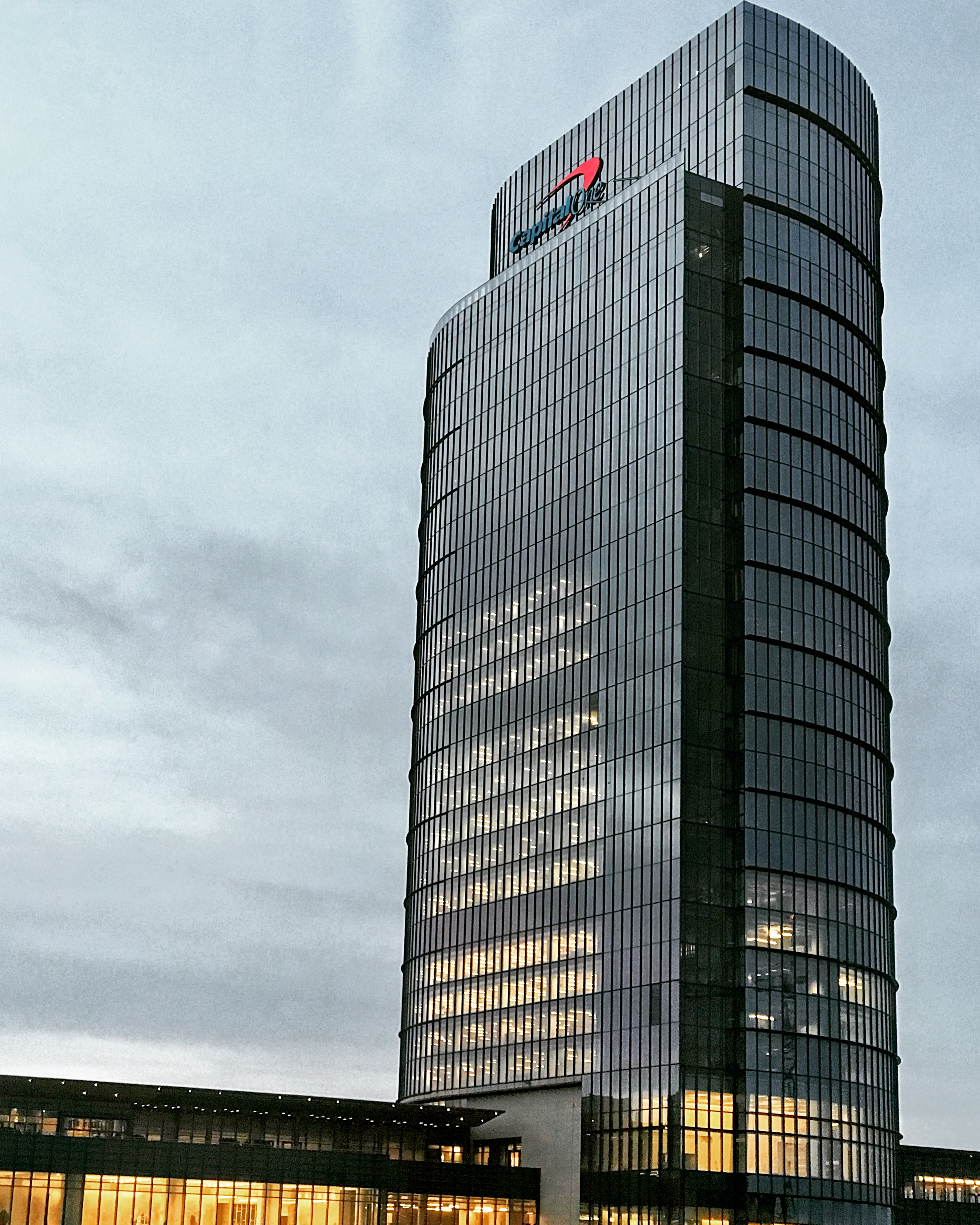
本社のあるキャピタル・ワン・タワー

キャピタル・ワン・フィナンシャル・コーポレーション（英: Capital One Financial Corporation）は、アメリカ合衆国バージニア州タイソンズに本部を置く金融持株会社。アメリカ大西洋岸地域を中心に、クレジットカード事業、インターネットバンキングや融資などの金融サービス提供を行っている。ニューヨーク証券取引所上場企業（NYSE: COF）。

## 沿革
キャピタル・ワンは、バージニア州を拠点とするSignet Financial Corporation（現在はウェルズ・ファーゴに吸収）が、1994年7月にクレジットカード事業をスピンオフした企業として発足し、同年10月にキャピタル・ワンへと社名を変更した。このため、アメリカの他の大手金融機関と異なる出自を持ち、当初はクレジットカード事業専門であったが、経営面でのリスクを回避する目的で、企業買収を行い事業の多角化を推進している。
1998年、ダラスを拠点とする自動車ローン融資企業のSummit Acceptance Corporationを買収、続いて2001年、サンディエゴを拠点とする自動車ローン融資企業のPeopleFirstを買収した。リテール銀行事業の拡大は、2005年、ニューオーリンズに拠点を持つHibernia National Bankの買収が契機となり、2006年にはニューヨーク市都市圏に店舗網を持つNorth Fork Bankを買収、続いて2008年にワシントンD.C.都市圏に店舗網を持つChevy Chase Bankを買収した。
インターネットバンキングの普及が始まると、市中店舗の整理を進める一方、2011年にオランダのINGグループから、アメリカ最大級の規模を持っていたインターネットバンキング部門を買収し、また、カフェ併設型への店舗の切り替えなどの取り組みを行っている。
多角化を推進する一方、現在も売上ベースではクレジットカード事業が過半数を占め、銀行事業や自動車ローンの融資が続く形となっている。なお、アメリカに加えて、イギリスおよびカナダでもクレジットカード事業を展開している。

### 情報流出
2019年3月12日から7月17日の間に不正アクセスによって、アメリカだけで約1億人、カナダで約600万人の個人情報が流出した。この問題で不正アクセスを行っていた元アマゾン・ドット・コムの従業員が逮捕された。